# Leptogaster convergens
Leptogaster convergens är en tvåvingeart som beskrevs av Frey 1937. Leptogaster convergens ingår i släktet Leptogaster och familjen rovflugor. Inga underarter finns listade i Catalogue of Life.